# Malte Persson

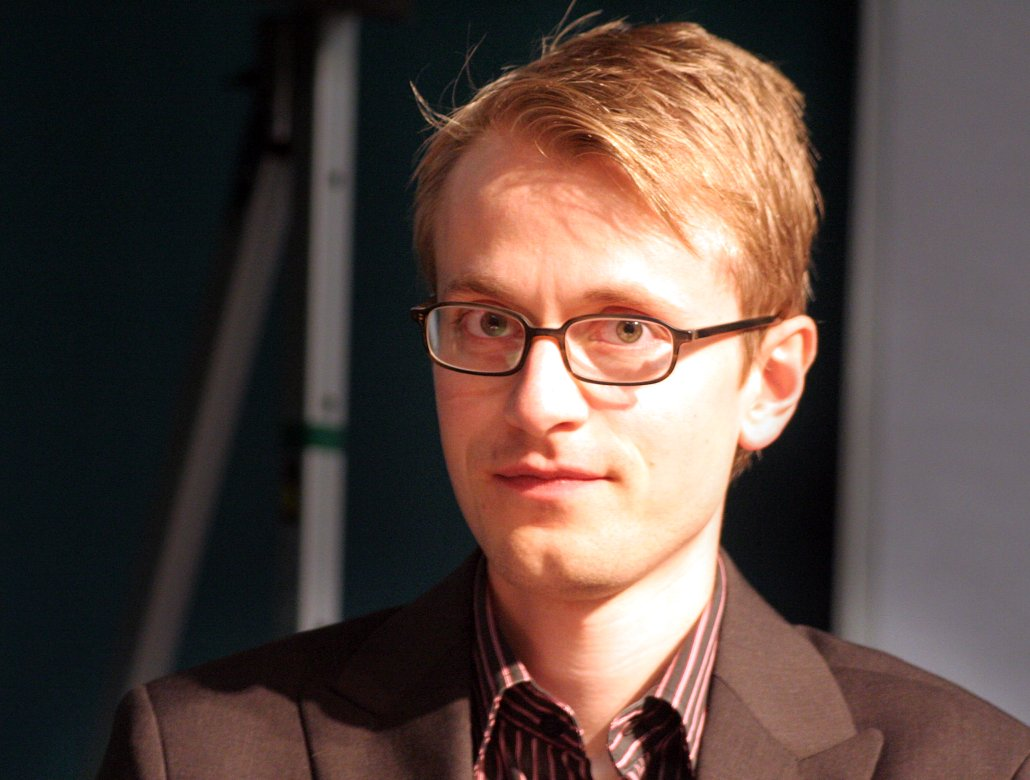
Malte Persson (2008)

Malte Persson (Estocolmo, 7 de dezembro de 1976) é um escritor sueco. 
Seu primeiro livro foi Livet på den här planeta (lit. a vida neste planeta) foi publicado em 2002. Mais tarde, ele publicou dois livros de poesia: Apolloprojektet (O Projeto Apollo, 2004) e Dikter (poesias, 2007).
Persson é também um tradutor, entre outros de obras de Francis Ponge, Thomas Kling e Harry Mathews.
Como crítico literário escreve para os jornais Expressen e Göteborgs-Posten e debate assuntos literários em seu weblog Errata.

## Obras
- Livet på den här planeten 2002
- Apolloprojektet 2004
- Dikter 2007
- Edelcrantz Förbindelser, 2008